# Jailbait
Jailbait es una película emitida por la cadena de televisión norteamericana MTV el 16 de abril de 2000. El género es de comedia, drama, romance, musical y erótico. 
La duración de la película es de 94 minutos, aunque en la televisión alemana donde también se emitió en el 2004, la duración es de 86 minutos.
La película se filmó en Toronto (Canadá). La producción corrió a cargo de "Once Upon a Time Films", y la distribución de Music Television (MTV) (EE. UU.) (TV), Alliance Atlantis Communications  (Canadá), PM Entertainment Group  (EE. UU.).
El director es el canadiense Allan Moyle, quien dirigió también películas como Weirdsville (2007), Man in the Mirror: The Michael Jackson Story (2004), Say Nothing (2001), Xchange (2000), Empire Records (1995).

## Argumento
Adam (Kevin Mundy) es un estudiante de instituto donde es jugador de fútbol americano. Su novia Amber (Reagan Pasternak) intenta evitar casarse con él. Entre tanto, Adam conoce a Gynger (Alycia Purrott) a la que acaba dejando embarazada. La fiscal local Lydia Stone (Mo Gaffney) está tratando de ser alcaldesa y decide acusar a Adam de violación de su novia de 16 años para conseguir votos.

## Reparto
- Matt Frewer ...  Al Fisher
- Mary Gross ...  Patti Fisher
- Kevin Mundy ...  Adam Fisher
- Erin Davis ...  Estudiante
- Reagan Pasternak ...  Amber
- Alycia Purrott ...  Gynger
- Scott McCord ...  Chuck Clopperman
- Mo Gaffney ...  Lydia Stone
- John Anderson ...  Reportero
- James Binkley ...  Compañero loco de celda
- Joe Bostick ...  Salacious Juror
- Melanie Boyko ...  Bailarina
- Katherine Caldwell ...  Bailarina
- John Henry Canavan ...  Johnny
- Vanessa Cobham ...  Bailarina
- Tiffany Deriveau ...  Penny
- Harriet Van Evera ...  Diner Lady
- Maia Filar ...  Denise
- Patrick Galligan ...  Reverend Olson
- Tim Garrick ...  Donovon
- Marina Giokas ...  Girl in Crowd
- Carolyn Goff ...  Secretaria de colegio
- Ginette Guimond ...  Bailarina
- Melody Johnson ...  Beth
- Jason Jones ...  Policía
- Sadie LeBlanc ...  Marilyn
- Brian Paul ...  Judge Raymond E. Ziff
- Deborah Pollitt ...  Missy
- Austin Pool ...  Jeff
- James Poulos ...  T-Bone
- Peter Quansan ...  Reportero
- Michael Querin ...  Oliver
- Christopher Redman ...  Rocky
- Theresa Runstedler ...  Bailarina
- Charles Seminerio ...  Martin
- Beatrice Stucki ...  Reportero de TV
- Nicholas Tabarrok ...  Horny Juror (as Nicholas D. Tabarrok)
- Deborah Tennant ...  Jury Foreperson
- Stephanie Knight Thomas ...  Diner Waitress
- Amy Todd ...  Bailarina
- John Watson ...  Detective Granger

## Banda sonora
Durante la película, se pueden oír diversas canciones. Estas canciones figuran en un álbum recopilatorio titulado Jailbait!
1. All My Fault - Fenix TV
2. Dumpweed - Blink 182
3. Personal Space Invader - Sugar Ray
4. Twitch - Bif Naked
5. Whatever - Fat
6. Wonderland - Floodnine
7. Warm Machine - Bush
8. How To Make A Monster - Rob Zombie
9. Good Times Roll - Powerman 5000
10. Pity For A Dime - Creed
11. Who The Hell Cares - Methods Of Mayhem
12. Satellite - Smash Mouth
13. When U Think About Me (Kamikaze mix) - Voice V
14. December - Static-X